# Samuele (profeta)
Samuele (in ebraico שְׁמוּאֵל‎? /Shmuˈel/, in ebraico tradizionale Šəmuʼel, in ebraico tiberiense Šəmûʼēl; fl. XI secolo a.C.) è un personaggio della Bibbia ebraica e dell'Antico Testamento cristiano. La sua storia è raccontata nel primo dei libri di Samuele, che vengono tradizionalmente a lui attribuiti.
Nella Bibbia viene presentato sia come un grande profeta sia come "giudice" in senso biblico.
Il nome Samuele significa: "il suo nome è Dio", o "il nome di Dio", ma in aramaico Smenù-El significa "il Signore ha ascoltato".

## Racconto biblico

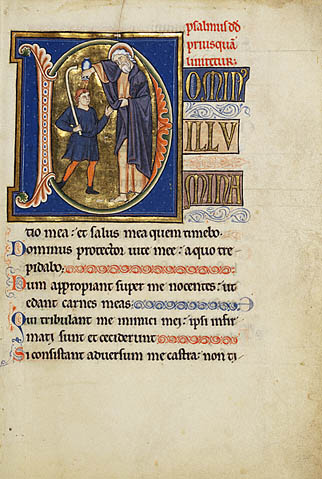
Miniatura che ritrae Samuele mentre consacra il re Davide.

Samuele era figlio di Elkanah e di Anna. Apparteneva alla tribù di Efraim.
Nel primo dei libri di Samuele si racconta che sua madre, Anna, era sterile e per questo veniva derisa e disprezzata dall'altra moglie di Elkanah, Peninnah, che aveva già dato ad Elkanah due figli. Anna si recò allora presso il santuario di Silo per pregare il Signore. Ottenne così miracolosamente di rimanere incinta di un figlio, che chiamò Samuele e che consacrò al Signore, con voto di nazireato, lasciandolo vivere presso l'anziano sacerdote Eli nel tempio di Silo (cfr. 1 Samuele 1-2). Il cantico di ringraziamento di Anna - per quanto nel suo riferimento al re «rappresenta evidentemente un anacronismo», dovuto allo stratificarsi redazionale e al "carattere compilatorio e composito" degli stessi libri di Samuele - sottolinea quindi l'importanza della figura del figlio Samuele «per un Israele oppresso sotto la minaccia dei Filistei».
Ancora giovincello, Samuele ricevette la vocazione a diventare giudice e profeta in mezzo al popolo ebraico (cfr. 1 Samuele 3). In seguito, stabilì come giudici d'Israele i due figli, Gioele e il fratello minore Abia, che esercitarono l'incarico a Bersabea. 
Fu lui a scegliere il primo re per il popolo ebraico, Saul, e il suo successore, Davide, giocando così un ruolo di primo piano nella nascita della monarchia teocratica in Israele.
Saul, dopo la sua morte, fece evocare la sua anima alla strega di Endor, allo scopo di sapere il da farsi nell'imminente guerra contro i Filistei, ma Samuele gli disse che avrebbe perso e che il giorno dopo sarebbe morto suicida, e così avvenne.

## Luogo di pellegrinaggio

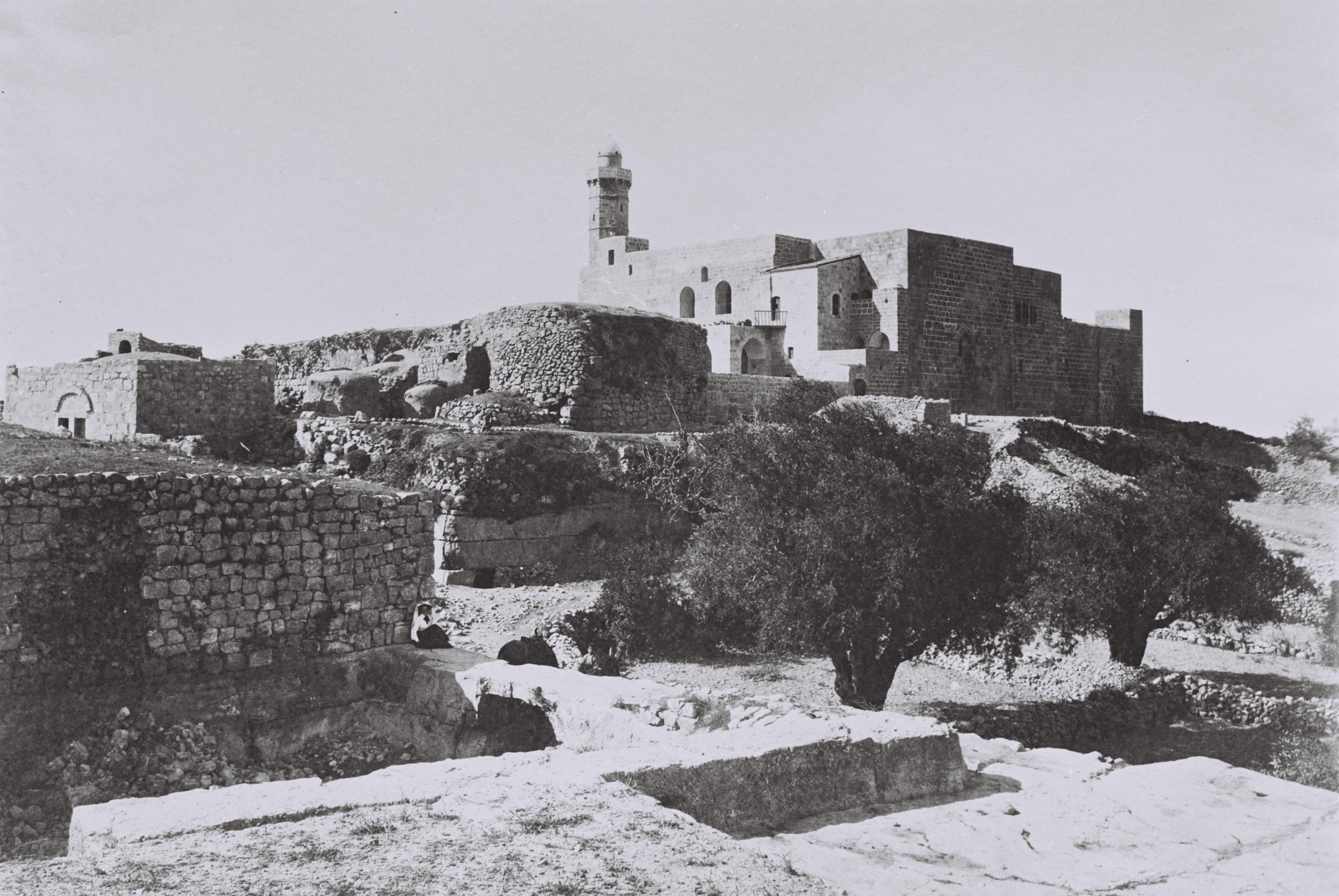
Il Nebi Samuel, 7 gennaio 1910.

Conosciuto come Nebi Samuel, il sito è tradizionalmente riconosciuto come la tomba di Samuele, ed è situato in cima a una ripida collina a nord del quartiere Ramot a Gerusalemme. Il luogo contiene una moschea del XVIII secolo, costruita sui resti di una fortezza del periodo crociato.
Nel libro di Samuele la Bibbia afferma che il profeta fu sepolto a Rama (Sam 1, 28-3), la sua città natale, ad est del sito funerario. Tuttavia, nel XII sec., il viaggiatore ebreo Benjamin di Tudela scrisse che i Crociati rinterrarono i resti del profeta in cima alla collina che domina Gerusalemme. Anche se gli scavi non hanno portato alla luce resti databili al periodo in cui visse Samuele, fedeli ebrei e musulmani visitano regolarmente il sito.

## Culto
Dalla Chiesa cattolica, Samuele è ritenuto santo e viene festeggiato il 20 agosto.
Gli ebrei fanno visita al luogo soprattutto nell'anniversario della morte di Samuele, il 28 del mese ebraico di Iyar, il secondo mese del Calendario ebraico.